# 瑞香缬草
瑞香缬草（学名：Valeriana daphniflora）为忍冬科缬草属的植物，是中国的特有植物。分布在中国大陆的四川、云南、西藏等地，生长于海拔2,600米至3,000米的地区，多生长在山坡草丛，目前尚未由人工引种栽培。

## 异名
- Valeriana delavayi Franch.